# 1258 Sicilia
Az 1258 Sicilia (ideiglenes jelöléssel 1932 PG) a Naprendszer kisbolygóövében található aszteroida. Karl Wilhelm Reinmuth fedezte fel 1932. augusztus 8-án, Heidelbergben.